# 陰摩羅鬼の瑕
『陰摩羅鬼の瑕』（おんもらきのきず）は、京極夏彦の長編推理小説・妖怪小説。百鬼夜行シリーズ第8弾である。

## 書誌情報
本作より、文庫判と分冊版が同時に発売されるようになった。
- 新書判：2003年8月、講談社ノベルス、ISBN 4-06-182293-4
- 文庫判：2006年9月、講談社文庫、ISBN 4-06-275499-1
- 分冊文庫判：2006年9月、講談社文庫、[上] ISBN 4-06-275500-9、[中] ISBN 4-06-275501-7、[下] ISBN 4-06-275502-5

## あらすじ
昭和5年、「鳥の城」の主由良昂允伯爵は、新婚初夜翌朝に、新婦を殺される。昭和9年、昭和13年、昭和20年の花嫁もまた同じ命運を辿る。
長野警察の伊庭銀四郎は、1度目から3度目までの事件の捜査にあたるも、全て迷宮入りとなる。伊庭は東京に移り住み刑事も辞めて隠居していたが、昭和28年の此度に5度目の婚礼が行われることで長野警察に協力を要請される。
由良家は花嫁の命を守るため、探偵榎木津礼二郎に警護を依頼する。だが榎木津は急病に陥り一時的に視力を失ったため、補佐に関口巽が呼ばれる。昂允は榎木津と関口に強い興味を持っており、2人を歓迎する。
到着した榎木津は、館の人々を見回すなり開口一番に「おお、そこに人殺しが居る!」と叫ぶ。榎木津には誰かの記憶だけが見えたのである。関口は伯爵の人柄に触れ、花嫁を護るべく奔走する。

## 登場人物

### 語り手
関口 巽（せきぐち たつみ）
小説家。『塗仏の宴』事件で誤認逮捕され、釈放されたが、心身ともに疲弊している。張り込みが必要な仕事があって長野に来られない益田から代理を頼まれて急遽東京から喚ばれ、一時的に失明した榎木津の補佐役として長野に赴く。
伯爵および薫子の人柄に触れ、伯爵と会話をするうちに、観念上の齟齬はなく理屈は合っているのに、生死に関する論旨に瑕があることに気がつき、相手の本意との間に大きな溝があるように感じて苦手意識を持つ。一方、とても真当な状態で真当でない世界を覗き込んでいる薫子に同調し、それでもなお真当でいようとしている花嫁を護るべく奔走する。
由良 昂允（ゆら こういん）
元華族の伯爵にして、「鳥の城」の主。50歳。過去4度も花嫁（美菜、啓子、春代、美禰）の命を奪われている。
長身で青白く悩ましげな顔つきをしているので、洋画「魔人ドラキュラ」でベラ・ルゴシが演じたような吸血鬼に喩えられることもある。先天性の心臓疾患があって2歳まで諏訪の病院に入院し、成人するまでほぼ一度も由良邸から出たことが無く、生きていく知識は全て図書室の蔵書から得た。そのため、博識さや聡明さの反面、不釣合いな無邪気さや世間知らずさも見せる。
社会に出て働いた経験はないが、間宮家が経営していた会社の代表権を持つ筆頭株主となっているので、自分で働かずとも企業が儲かるだけで自動的に金銭が入って来る。分家との関係は悪く、比較的関わりの深い胤篤や公滋のことも家族だとは思っていない。
詩人として『稀譚月報』を中心に随筆や散文詩を発表しているが、文章は小説のようで、怪奇小説でもないが純文学とも云えない、何処か関口の作風に通じる不気味な作品を書く。公篤卿の弟子から儒学を徹底的に学び、外国人の家庭教師から学んだため独逸語や仏蘭西語を話すことが出来、漢文の読み書きも達者で、数学と論理学も教えられている。また、推理小説にも興味を持ち、トリックや謎解きの面白さ、人間関係の摩擦から生じる喜怒哀楽は理解できるのだが、人殺しを扱う理由だけが解らないため、推理作家との個性的な問答により、一部で話題になっていた。
榎木津礼二郎と関口巽に深い興味を寄せている。関口の小説の熱心な読者であり、彼を歓迎して「生きて居ること」の意味について問う。
伊庭 銀四郎 （いば ぎんしろう）
戦前の長野県警察部の元警部補。明治21年生まれ。睨んだだけで犯人が自白すると云う伝説を持ち、現役時代は「眼力の伊庭銀」と呼ばれていた。過去3度、伯爵家の事件を担当した。出征を望んで12年前に一度退官するも高齢で叶わず、危険を承知で上京して工廠で働き、銃後を民間人として無事に生き抜いて、燻っているところを拾われて東京警視庁に奉職。5年間職務を熟して2年前に退官し、昭和28年時点では民間人。迷信も信仰も嫌っていて、墓参りにも行ったことがない。
退官後は躰を壊した妻を看病しようと家を買って環境を変えたが、越して間も無く死別する。妻との間に一児をもうけたが、風邪が因で3歳で亡くしている。家族の死に対し抱えていたわだかまりや、木場との会話で思い出した「鳥の城」にまつわる記憶に悩まされ、中禅寺に憑き物落しを依頼する。
「出羽の即身仏事件」をきっかけに中禅寺、里村と知遇を得ている。詳細は『今昔続百鬼－雲』収録の「古庫裏婆」に所収。

### シリーズレギュラー
榎木津 礼二郎（えのきづ れいじろう）
私立探偵。他人の記憶が視えると云う特異な体質を持つ。旧華族で博物倶楽部の重鎮である父が由良行房と縁があり、20年前に行われた行房の十回忌で昂允と一度会っている。
由良家の依頼を受けるも、その道中諏訪の旅館で病気に罹り、発熱して一時的に視力を失っている。肉眼は見えないが、記憶は視えるという状態にある。
中禅寺 秋彦（ちゅうぜんじ あきひこ）
中野の古書肆。自宅を訪問していた柴と問答している時に、木場の伝で自分を訪ねて来た伊庭と再会。伊庭の依頼で彼に憑いた陰摩羅鬼を落とすため、5度目の婚姻が行われている由良邸に赴く。
木場 修太郎（きば しゅうたろう）
『塗仏の宴』事件の不祥事で降格左遷され、麻布署勤務となった。人違いで自分に回ってきた長野県本部からの連絡を伝えに、伊庭の家を訪ねる。
里村 紘市（さとむら こういち）
警察の監察医を務める外科医。中禅寺達の知り合いであり、また伊庭とも縁がある。

### 由良邸関係者
奥貫 薫子 （おくぬき かおるこ）
5人目の花嫁。元教師。凛とした顔立ちで、清潔感のある、どこか潔い印象の綺麗な人。昂允の良き理解者で、鳥類学への造詣も深い。学者を志したこともあるが、両親を早くに亡くし経済的な事情から夢を諦める。元々は集められた標本を目当てに「鳥の城」に通っていたが、昂允の純真無垢で心根の清らかな人柄に惹かれるようになり、親子程に齢の離れた彼との結婚を決意した。
世間では畏怖や揶揄がこめられた昂允の「伯爵」という通称を、純粋に敬意をこめて用いている。結婚に恐怖を感じていない訳ではなく、自分自身でも当然死にたくはないが、過去4度花嫁を失った伯爵をこれ以上傷つけてはいけないという思いもあって、死んではいけないのだと独白する。
由良 胤篤 （ゆら たねあつ）
昂允の大叔父。自ら興した有徳商事の会長を務める傍ら、由良家の分家会の会長と資産管理団体「由良奉賛会」の責任者も担当する。明治6年生まれで80歳ほど。
初代伯爵・由良公房の第五子。後妻の末の子であったため、長兄の公篤とは19歳離れていて、甥の行房の方が年齢が近い。長兄に嫡子が出来たのを契機に、叙爵の8年前、明治9年に3歳で叔父の公胤の元へ養子に出されたため、伯爵家と縁続きなだけの平民として育つ。大名の遠縁に当たる本妻との間に子はなく、妾の子を嫡子として25年程前に引き取り、その妻も15年前から19年前の間に亡くなっている。明治40年の4月、伯爵邸で4年前に死んだはずの早紀江の幽霊を見たと云う。
毒舌家で、社会性や金銭感覚のない歴代当主への不満と、自身が養子に出されて華族になりそこなった僻みから、本家とは折り合いが悪く、それなりの成果を挙げた自分が格下扱いされることに苛立ちを募らせている節がある。金に無頓着な昂允とは親戚で本家の跡取りということで気に懸けてはいるものの反りが合わず、彼の方からも年長者ではあるが野卑で孝を尽くそうとしないので敬う気になれないと毛嫌いされている。一方で、嫁してすぐに親類が絶えて後継ぎを産んで間も無く死去した早紀江の境遇には同情的。
過去4度の婚礼に参席し、花嫁の何人かは彼が斡旋した。榎木津探偵に依頼をしつつ、元華族である彼の機嫌を取ろうと振舞う。
由良 公滋 （ゆら きみしげ）
胤篤の息子で昂允の従兄弟叔父。生母は妾の田舎芸者で、妾腹の子として置屋で育ち、15歳で嫡子として父に引き取られる。品の無い性格で、線が細く細面の割に声が野太い所為か、何故か野卑な感じがする。40歳前。
由良家に入る前は講談や狂言を好み、かつては座付きの脚本書きを志していたが、断念。本来なら有徳商事で社長になっていてもおかしくはないが、商売は不得手であり、役員待遇だったが社内では閑職で薄給。仕事はせず、器ではないと社長には据えられず子会社を転々とさせられ、終戦のどさくさに紛れて不動産転がしの真似事や、松本辺りで如何わしい店の出店をしていた。
父や従甥のことは好きでもないが恨みも嫉みも憎しみもなく、如何とも思っておらず、昂允の側からも、存在に就いてを考えることすら無駄な、汲むべきところのない人間だと、何の興味も持たれていない。「由良邸の者は全員まともじゃない」「ここで困惑している関口こそまともな人間だろう」と言う。
過去の婚礼に全てに参席している。
山形 州朋（やまがた くにとも）
執事。禿頭の老人。72歳。使用人としての在り方に高い誇りを持っており、謹厳実直質素朴訥、真面目を絵に描いたような男で、他人を謀れる器ではない。
父親が先々代の公篤伯爵の門下生で、その縁で16歳から2年程由良邸で書生のように雑用を任され、知人の紹介で一度は東京馬車鉄道会社に奉職し車掌をしていたものの、馬車鉄道の廃止に伴い伯爵家に再就職して、20歳の頃から52年間仕えている。母を亡くした昂允のお守り役を任され、生涯独身で家族も持たず50年もの間伯爵に尽くして来たため、血縁者は福島に甥が居るのみ。しかし伯爵からの信頼は薄い。
栗林 房子（くりばやし ふさこ）
由良邸の賄い方兼メイド頭。昂允の生後間もないころから仕えている。
平田 謙三（ひらた けんぞう）
由良奉賛会の会長。先代・行房の執事の血筋。描写はほぼ皆無だが、『百鬼夜行 陽』「青行燈」にて掘り下げがある。
佐久間 正（さくま ただし）
近隣の分校の校長。薫子の父とは幼馴染の間柄で、今では彼女の親代わりをしている。神戸空襲で娘を亡くしている。52歳。凡庸だが実直な人物で、昂允からは篤胤や公滋より言葉に徳があると好感を持たれている。

### 長野警察
楢木（ならき）
国家地方警察長野県本部の警部補で、捜査一係強硬犯担当の班長。第4の事件の捜査を担当した。過去の事件を知る人物として伊庭に捜査協力を依頼し、自身も婚礼警護に赴く。
大鷹 篤志（おおたか あつし）
長野県本部の刑事。楢木の部下で、薫子の知り合い。台本を棒読みしているかのような心の籠らぬ紋切り型の台詞や上の空の言動が多く、的確な状況判断が出来ない馬鹿。伊庭と勘違いして木場に連絡した。楢木に伴って婚礼警護に赴く。事件後に辞職する。
秋島（あきしま）、野島（のじま）
諏訪署の警官。婚礼の夜警を担当。
寺井（てらい）
蘆田村駐在所の巡査。婚礼の夜警を担当し、関口と榎木津を不審者と誤解する。夫人がおり、駐在所兼自宅で伊庭や中禅寺に応対した。
中澤（なかざわ）
長野県本部の警部。華族嫌い。捜査本部長を務め、館内部の人間の犯行を疑う。
短気な性格と上流階級への嫌悪感から強硬な捜査を行うが、警察官としての本分は心得ている人物。

### その他
柴 利貴 （しば としたか）
四国松山在住の大学院生。坊ちゃん刈りで矢鱈と眉の濃い、丁稚小僧のような童顔の青年。岡山生まれ。専攻は文学部哲学科で、近世思想史（朱子学のような江戸時代の儒学）を研究している。中禅寺・多々良・沼上らの妖怪研究家仲間でもあり、彼らに並ぶ妖怪偏愛の四天王だと云う同大学社会学部の黒澤助教授の息が掛かっている。
千葉で親戚の法事があった帰りに京極堂を訪ねて、中禅寺・伊庭と妖怪（姑獲鳥や陰摩羅鬼）や儒学の話をする。産女と姑獲鳥を同定したのが林羅山の『多識編』だと特定した。
由良 公房（ゆら きみふさ）
初代伯爵。由良胤房卿の嫡男。他の兄弟とは母親が違い、出自が定かではなく、青鷺が母親だったと伝えられ、物の怪の子だとも云われていた。幕末期は国事御用掛として参政し尊王攘夷に邁進したが、3歳年下の東久世通禧伯爵の後ろについて回っていただけで、七卿落ちにも加わらず、ご一新後には参与になり幾つかの要職を歴任したものの、一度も貴族院議員にはならなかった。由良家自体が新家で、本人にも特に何も勲功がなかったのだが、何故か特例で伯爵に叙せられ、叙爵の翌年、57歳の若さで隠居する。息子が長野に建てた由良邸の完成から4、5年後の明治26年頃、心労に耐え兼ねたのか急逝した。
『後巷説百物語』にも登場し、「五位の光」で出生の秘密が語られ、「風の神」では百物語に参加する。
由良 公篤（ゆら きみあつ）
二代目伯爵。明治時代の儒学者。胤篤の兄。本草学に長ける学究肌の人間で、林羅山の再来と謳われた秀才であり、著書は「鬼神概論」と「倫理儒教大綱」の2冊だけだが、明治8年に22歳の若さで開いた孝悌塾と云う私塾が話題になり、語学にもそこそこ堪能であったため門人には西洋人もいて、晩年は一風変わった儒学者として一部では知られていた。元田永孚の遣り方が手緩いと怒って井上毅に咬み付き教育勅語に文句を付けた数少ない人物で、佐久間象山や福沢諭吉を批判したこともある。31歳で伯爵を継ぐが、倹約家ではあっても商才はなく、父と同じく一度も貴族院議員にはならなかった。私塾はそれなりに繁盛していたものの開いた時にした借財が減らず、金も仕事もないのに家屋敷を売り払い、親戚中に借金までして不便な長野の池の平に邸宅を建て、借金を完済し孫が生まれてすぐ、49歳の若さで死去する。
『後巷説百物語』にも登場し、「五位の光」で由良邸建造の理由について触れられ、「風の神」では百物語に参加する。
由良 行房 （ゆら つらふさ）
三代目伯爵で昂允の父。博物学者・鳥類学者・本草学者・儒学者・哲学者。榎木津幹麿子爵の友人。思弁的で論理的、博識で物静かな紳士だったという。博物倶楽部の前身である東亜博物同好会の創設時の会員の一人で、大型の鳥類の分類で斯界に知られた孤高の博物学者だが、不始末があってアカデミズムから顧みられず、不遇なまま一生を終えたとその筋では有名。大正11年、昴允が20歳のときに阿蘇山で転落死した。享年46歳。
由良 早紀江（ゆら さきえ）
昂允の母。昴允を産んで1年足らずの明治36年3月に亡くなった。大きな会社を幾つも経営し、土地も山ほど持つ資産家であった間宮家の娘であり、現在の由良の財産は間宮家の遺産。
伊庭 淑子（いば よしこ）
伊庭銀四郎の亡妻。刑事の夫を30年も支え続けた。旧姓は栄田。伯父の庸治朗から打ち明けられた事件の鍵を握る事実を、生前銀四郎に話したことがある。晩年は躰を壊し、買い物に出たまま行き倒れて亡くなり、身元を示す物を所持していなかったため、変死扱いで里村が行政解剖を担当した。
栄田 庸治朗（さかえだ ようじろう）
腕のよい剥製職人で、行房に雇われ住み込みで鳥類の剥製を作っていた。伊庭の妻の伯父にあたる。現在は85、6歳。
横溝正史（よこみぞ せいし）
実在の著名な小説家。戦後は主に本格探偵小説を発表している。
関口が東京に戻って1週間程経過した7月後半頃、稀譚舎におもむく途上の関口とばったり出会い、凡そ非現実的な要素がふんだんに入った事件に幾度も巻き込まれた噂を聞いて興味を持っていたこともあって暫く立ち話をする。その際、由良昂允の訪問を受け面会し、探偵小説で人殺しを扱う理由を尋ねられたが、相手を納得させる回答が出来なかったと告白する。
大鷹は横溝の探偵小説を読んでおり、『本陣殺人事件』を引き合いに出した。

## 用語
花嫁連続殺人事件
由良伯爵家で過去4度発生した、由良昂允の妻が毎度婚礼の晩に殺される未解決事件。発生は23年前（昭和5年）、19年前（昭和9年）、15年前（昭和13年）、8年前（昭和20年）。手口はクロロホルムを嗅がせて意識を失わせてから、鼻と口を塞いで窒息死させると云うもので、その全てで情交の跡が一切認められていない。内部犯の犯行と考えられたが、犯行可能な時間が非常に短く、新郎を除く全員に不在証明がなかったために絞り込めず、毎回迷宮入りしていた。内3件は時効が成立し、警察で保存して居た資料も戦災と時効に伴う不適切な管理のために紛失してしまったため、終戦直後に起きた4件目以外に関しては当事者である伊庭の記憶にしか残っていない。
由良家
旧華族の伯爵家。元を辿れば江戸の初めに分家した新家で、家を起てる際に一旦は士分に転じたと云う変わり種であり、家柄の格も低い貧乏公家だったが、大納言を一度も出していないにもかかわらず、何故か東久世家と同じく厳格な叙爵内規の特例で伯爵に叙せられた。初代が公房、2代目が公篤、3代目が行房、4代目の昂允で華族制度が廃止される。本来は文官の家系で、儒学を家業としていたことから、代々儒学を学び、儒教的な仕組みを基礎的な原理として厳格に採用しており、武家以上に厳格に家父長の言を重んじる家である。
分家は4つ、その先まで含めれば親類は五万といて、分家会には100人近くも集まるが、本家とは疎遠。原因は、2代伯爵の公篤が邸宅建設のために親類全部から無利子で借金したまま15年も返済しなかったことで、この時に債務返済の要求交渉をするために分家会が作られ、間宮家から得た巨額の持参金で綺麗に完済したものの、当時の確執から今でも分家のほとんどは本家に寄り付かない。『後巷説百物語』の記述によれば、明治初期の公房卿が当主だった時代は、卿の人柄の良さもあって分家した弟達との関係は良好だった模様。
由良伯爵邸
先々代・由良公篤が長野の池の平の湿原（現・白樺湖湖畔）に建てた邸宅。明治20年頃の建造で、建築を任されたのは仏蘭西人建築家のフランク・ベルナール。屋敷中に先代の行房が蒐集した無数の精巧な鳥の剥製が飾られているので、近隣では「鳥の城」と呼ばれている。
石造りの外観は迎賓館か議事堂のように仰々しく、門からホールまでの様式は古代羅馬の建築様式に準えて設計されているが、母家の部分は建築家の独創で、1階は客間と食堂、厨房、書庫、資料保管庫、書斎で占められ、応接室や寝室などの生活空間は2階に纏められている。書斎の本の3分の2は先々代が集めた儒教関係の本、残りは先代が集めた博物学関係の資料で、江戸期に書かれた本草学関係の書物は殆ど網羅されている。行房の存命中は一時期剥製職人を住まわせて、伯爵自らも剥製製作を行っていた。
かつては本当に地の涯で、白樺湖が出来て多少はましになったものの昭和28年時点でも電話も電気も通っていないので、発電機を入れて電燈を使っている。
五蘊鶴（ごうんつる）
闇より黒い艶やかな羽根を全身に蓄え、頭頂部から頸にかけて頭髪のような飾り羽根を生やした、鴉のように黒い大型の鶴。既知のどの種にも該当しないと云う。由良邸の書斎に13種13羽の鶴たちと共に剥製が展示され、昂允は「鶴の女王」と称する。

分家会
由良伯爵家の分家達によって構成された団体。元々は公篤が長野に邸宅を建てる際に親戚中にした債務返済の要求交渉をするための組織。
由良奉賛会
由良本家の金銭出納の管理と財産の功利的な運用をする団体。今で云う財団法人で、胤篤の会社の役員を中心にして、由良家に恩や縁故のある非血縁者の会計士、税理士、弁護士を集めて組織した。間宮家の株式会社の配当を上手に運用して増やすために作られた組織だが、元は妻の死後、海外から高額の剥製を買い漁るようになった行房が財産を使い果たさないことを目的としていた。
間宮家
由良家と縁続きになった士族。かつては大きな会社を幾つも経営し、土地も山程持っていた素封家だった。しかし財運はあったが寿命に恵まれず、50年程前に早紀江が嫁して1、2年の間に一族がバタバタ死んで係累が絶え、株や権利を全部相続した早紀江も昂允を出産して1年経たずに死亡したため、遺産は由良家へと移動した。
『獨弔』（どくちょう）
関口が昭和28年春に執筆し、5月売りの『近代文藝』6月号に掲載された最新作。本作の発表後に誤認逮捕されてしまい、以降も新作を執筆出来ない精神状態が続いている。
死人に意識を持たせ、屍体が喋ると云う独特な作品で、生者と死者の立場が逆転してしまった埋葬の場面を書いている。生物学的な反応に於て死体は部分的には死んでいない、と云う中禅寺が以前語っていた話を関口なりに咀嚼したもので、幼い頃から夢想していた早過ぎた埋葬の恐怖や、昭和27年の秋に起きた武蔵野連続バラバラ殺人と冬に起きた逗子湾黄金髑髏事件の影響を受けている。
昂允が特に興味深く読んだ作品として名前を上げる。

## 関連作品
- 『死の本』 光琳社出版 1998年 ISBN 4771302979
  - 「獨弔」（作中作として第3章と第4章の幕間に収録）
- 『今昔続百鬼――雲（こんじゃくぞくひゃっき くも） 多々良先生行状記』 2001年 ISBN 4-06-182221-7
  - 　「古庫裏婆」
- 『金田一耕助に捧ぐ九つの狂想曲』 角川書店 2002年 ISBN 4048733621
  - 「無題」（第2章の部分、横溝正史生誕百周年記念）
- 後巷説百物語
  - 「五位の光」「風の神」
- 百鬼夜行――陽
  - 「青行燈」「大首」